# Temple of Apshai Trilogy
Temple of Apshai Trilogy è un videogioco di ruolo di tipo dungeon crawler pubblicato a partire dal 1985 per i computer Amiga, Amstrad CPC, Apple II, Atari 8-bit, Atari ST, Commodore 64, Mac OS, MS-DOS e Thomson TO7 dalla Epyx. 
È un rifacimento del vecchio successo della Epyx Temple of Apshai (uscito nel 1979-1983) e delle sue due espansioni, Upper Reaches of Apshai (1981) e Curse of Ra (1982), riuniti in un unico programma con aspetto rinnovato e interfaccia migliorata.
Trilogy uscì per molte piattaforme per le quali Temple of Apshai non era esistito in precedenza. Le conversioni per i nuovi sistemi a 16 bit (Amiga, Atari ST, Macintosh), uscite nel 1986, furono realizzate dalla Westwood Studios e furono una delle prime produzioni dell'azienda. Le nuove conversioni per Amstrad CPC (1987) e Thomson TO (1985?) sono di produzione e di lingua francese.

## Modalità di gioco
Il funzionamento del gioco è praticamente lo stesso di Temple of Apshai (al quale si rimanda) e gli scenari sono gli stessi dell'originale e delle sue espansioni. Trilogy comprende quindi 12 dungeon, quattro per ciascuno dei precedenti titoli, con un totale dichiarato di 568 stanze popolate da 37 tipi di mostri.
L'aspetto esteriore è completamente rinnovato, anche sulle piattaforme per le quali Temple of Apshai era già uscito. Tra le varie migliorie, i muri hanno un leggero effetto di tridimensionalità e quasi tutte le versioni hanno dei temi musicali. Il tempo di generazione grafica degli ambienti, un punto debole di molte vecchie versioni, è stato reso trascurabile.
Il vecchio sistema di controllo, basato sulla tastiera e su movimenti di tipo rotatorio, è stato mantenuto, ma a seconda della piattaforma sono supportati anche il joystick o il mouse. Il joystick consente di effettuare le principali azioni di movimento (rotazioni e avanzamenti a velocità media) e di attacco, mentre per le altre rimangono necessari i rispettivi tasti. Il mouse consente rotazioni e movimenti automatici cliccando sulla destinazione e può accedere alle altre funzioni tramite una barra dei menu. Nella versione PC sono inoltre disponibili i tasti freccia per muovere il personaggio in modo diretto.
Si dispone di un inventario dei tesori raccolti anche durante l'esplorazione e il valore totale è calcolato dal computer, mentre in Temple of Apshai la conversione era stranamente affidata al giocatore. Le descrizioni testuali delle varie stanze, non essendo visibili i dettagli su schermo, sono sempre tutte presenti nel manuale, ma almeno nelle versioni Amiga e Atari ST è stata introdotta la possibilità di visualizzare il testo anche direttamente nel gioco con un apposito comando.